# 保良局陳區碧茵頤養院

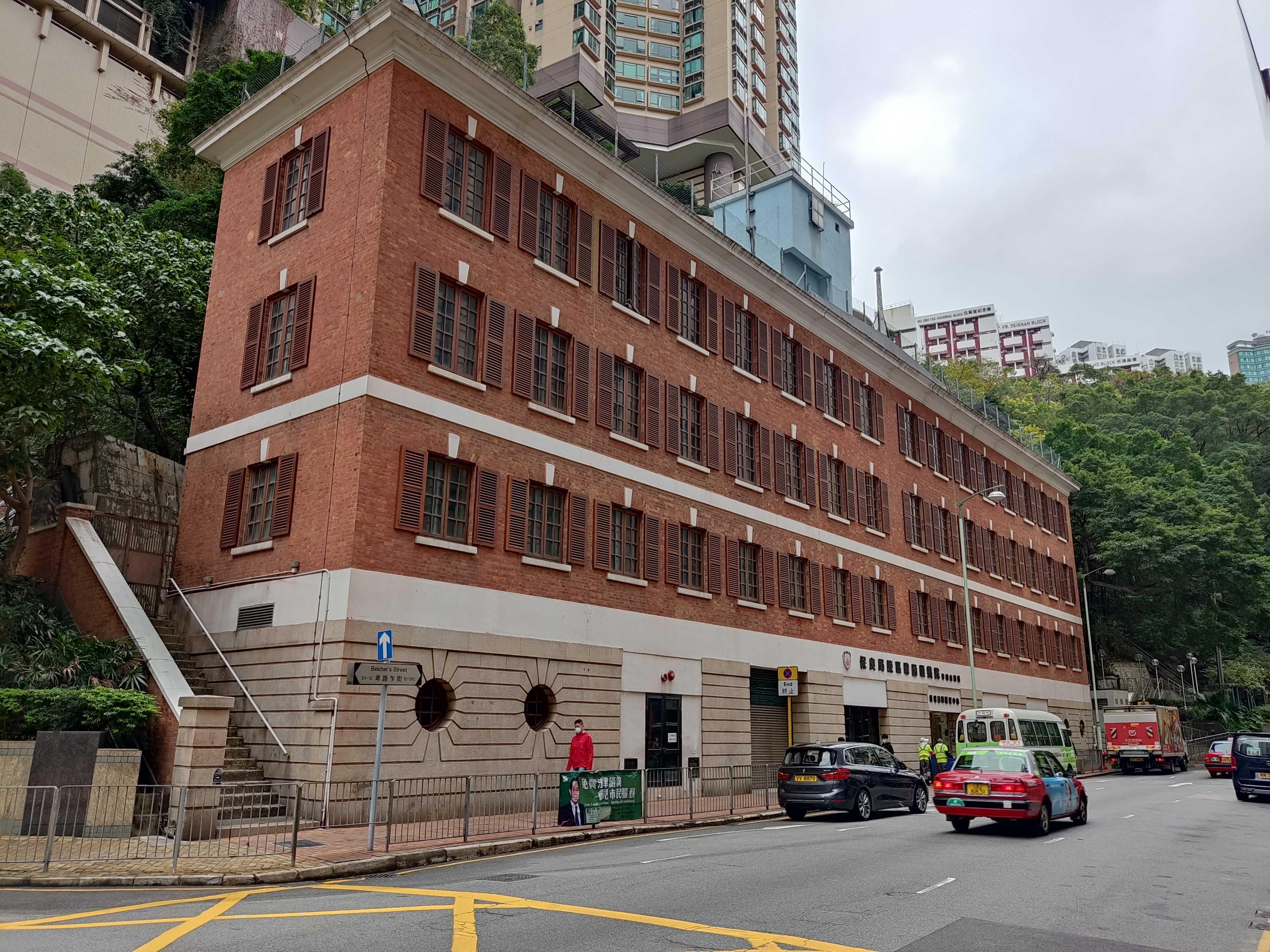
前西區消防局（今保良局陳區碧茵頤養院）

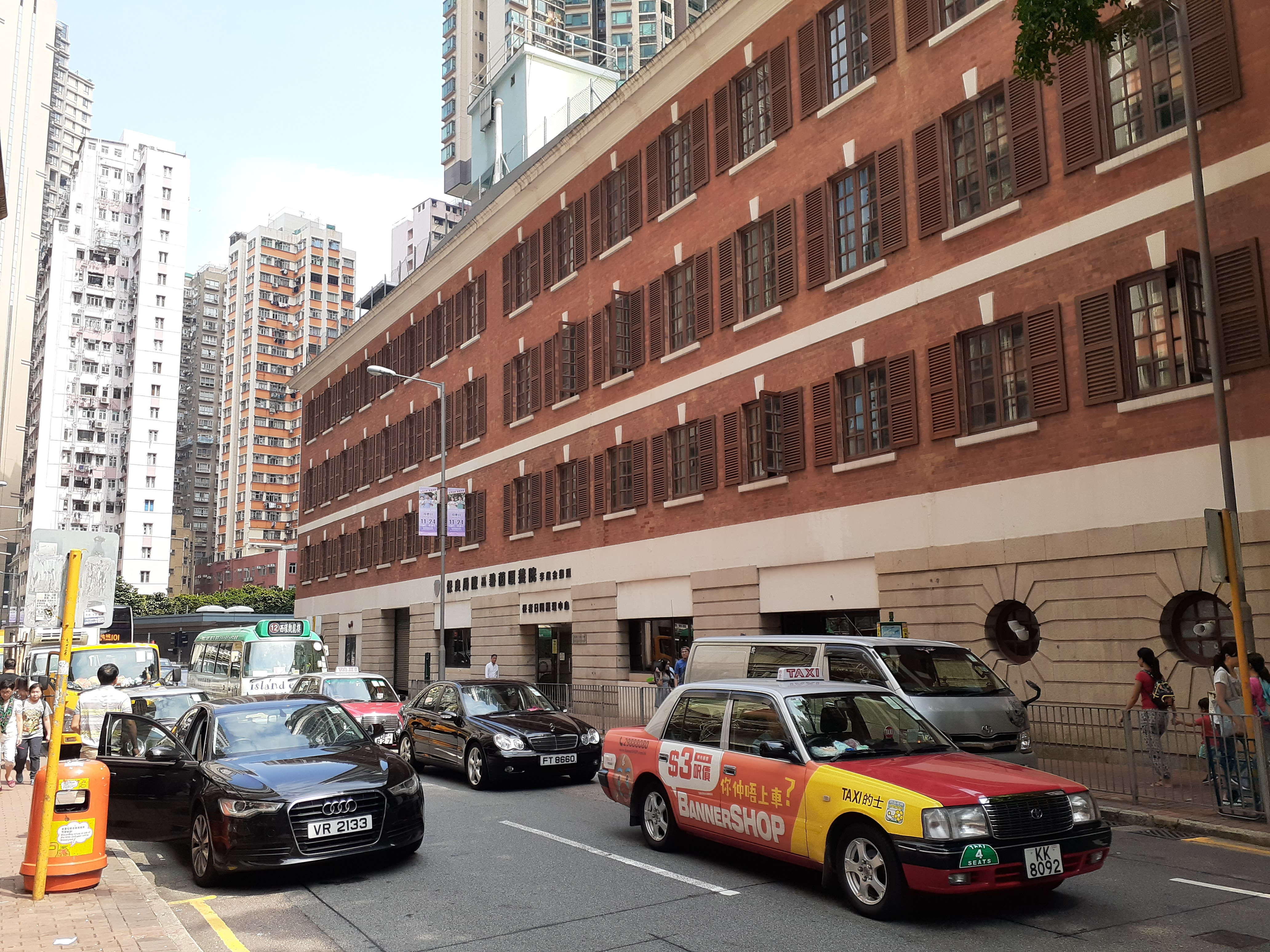
前西區消防局

保良局陳區碧茵頤養院（英語：Po Leung Kuk Chan Au Big Yan Home for the Elderly）位於香港島石塘咀卑路乍街12號，現時由保良局使用。頤養院原本為西區消防局，目前已被列為香港二級歷史建築。

## 歷史
該建築建於1923年，由當時的潔淨局管理。當時的地下和地庫是堅尼地城消防局，駐有10名消防員，並設有一個電動水泵。其餘層數則是潔淨局職員宿舍。1937年，消防局更名為西區消防局。1950年，市政總署接管整座大樓，全座大部份地方仍作為職員宿舍，並於1951年至1976年撥出空間給市政總署的職工總會開辦小學。1986年，大樓交由社會福利署接管，並於1991年以特惠租金，將大樓租給保良局開辦安老院，即保良局陳區碧茵頤養院。

## 建築
前西區消防局樓高四層，使用磚塊砌成。其外牆對稱工整，外觀典雅。其窗戶設有百葉簾。

## 外部連結
- 前西區消防局

22°17′07″N 114°07′57″E / 22.28528°N 114.13250°E